# Valkning

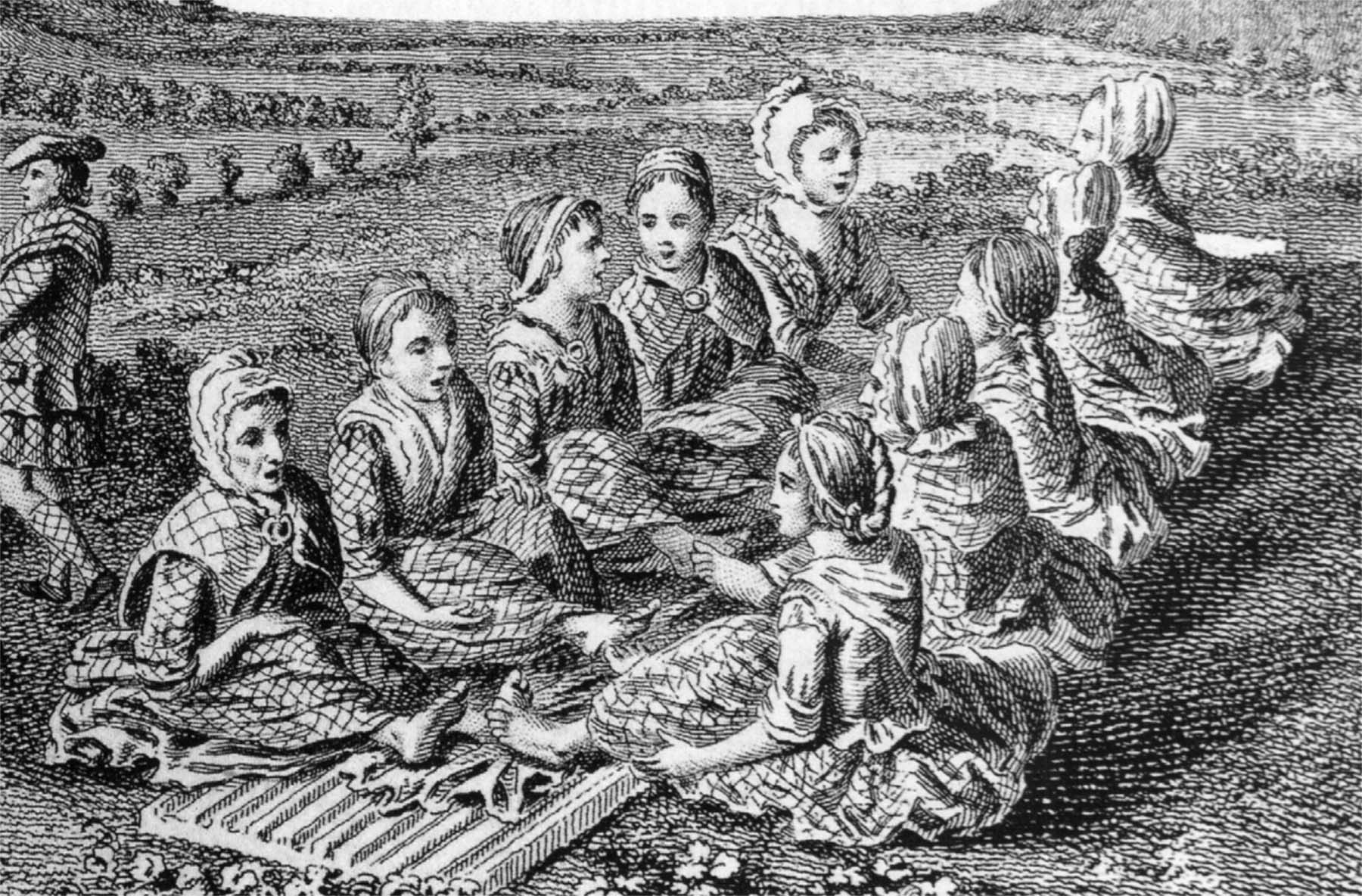
Valkning i Skottland ca. 1770.

Valkning kallas för appreteringsprocess, i syfte att göra ylletyger tätare och starkare.
Valkning sker företrädesvis av vävda tyger, men även trikå (stickad vara) kan valkas. Processen är känd sen antiken och bygger på ullens förmåga till filtning, särskilt i vått och fuktigt tillstånd. I äldre tider användes vatten och jäst urin, i nyare tid ljummen såplösning för att fukta ullen. Tyget får löpa mellan valsar och bearbetas i både längdriktning och tvärled.
Metoden är densamma som vid tovning, skillnaden är att man valkar tyger men tovar ull som varken är spunnen, vävd eller stickad.
Tweed valkas i 5 minuter, ruggat damulstertyg i 30-40 minuter och kommisskläde i 5 timmar.